# Кучкак (Таджикистан)
также Хамрабаева
Кучкак (Хамрабаева) — село в Канибадамском районе, Согдийской области республики Таджикистана.
Система управления считается централизованным (Сельсовет). Kоличество хозяйств 2582.
Численность населения по образованию: 
С Высшим образованием 1851
С ср.специальном образованием 1968 
С ср. общим образованием 8813. 
С не полным сред. образованием (IX класс) 2919 
С начальном образованием 476. И не имеющие образования 4.
Население в основном занимается сельским хозяйством, торговлей и животноводством. Основная сельскохозяйственная культура хлопок. Также выращивают все виды овощных, бахчевых и фруктовых культур.
Имеет 5 общеобразовательных школ, 1 интернат, 1 медицинской учреждении и 2 колхоза, которую в свою очередь включают в себя несколько десятков дехканских хозяйств.
На территории джамоата функционирует такие предприятие как: Цех по производству минеральной воды «Кучкак» за год выпускает 60000 шт. 
Цех по изготовлению строительного кирпича.
В центральной части поселка находится несколько торговых центров, свадебные дома, аптек и другие учреждение.
Строительство: В джамоате строительные организации не имеются. Местные строители и плотники в основном занимаются строительством в частных, индивидуальных стройках населения.
Также Кучкак и Хамрабаева являются одним и тем же населенным пунктом.